# Löberitzer Schachclub

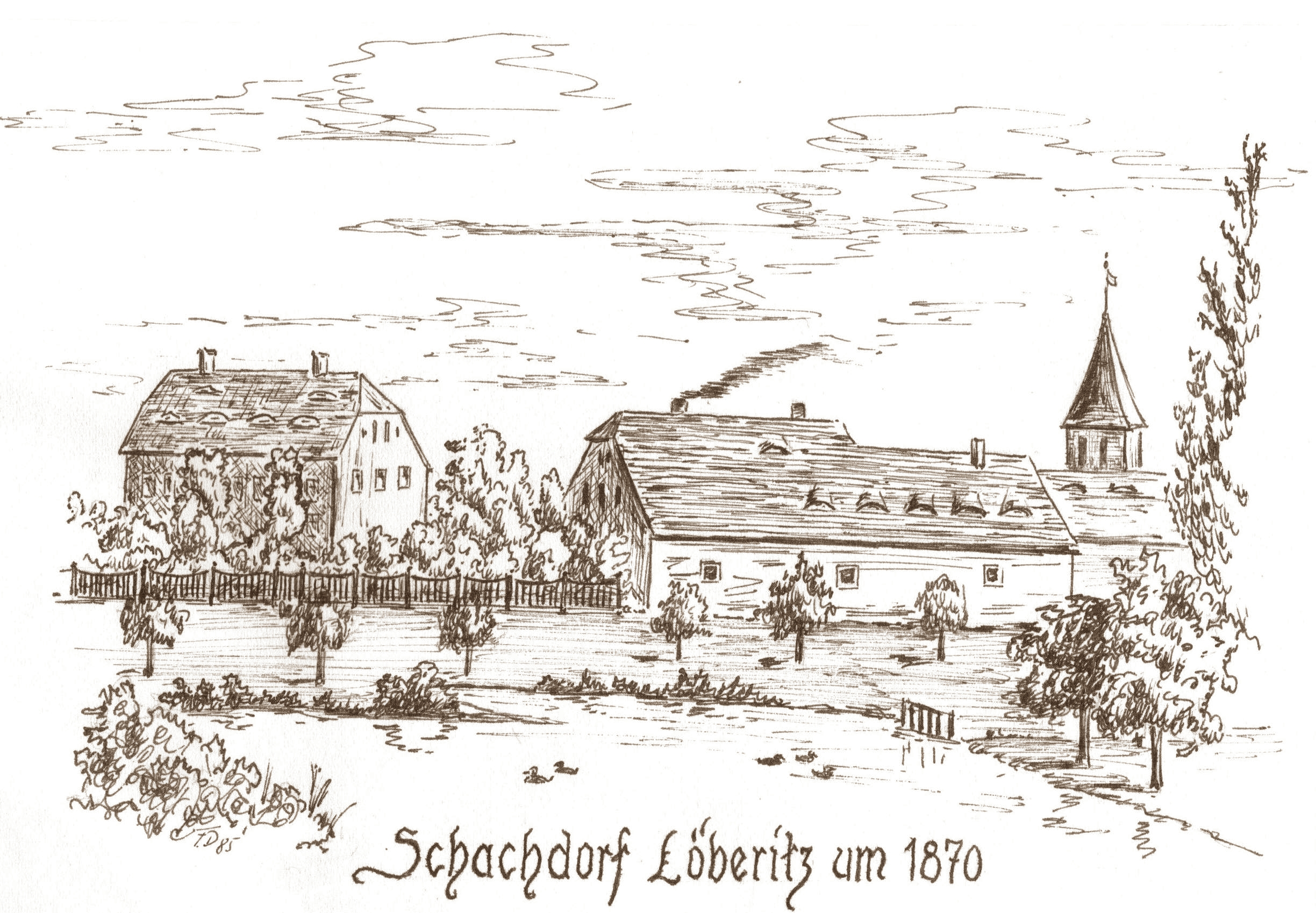
Schachdorf Loeberitz um 1870

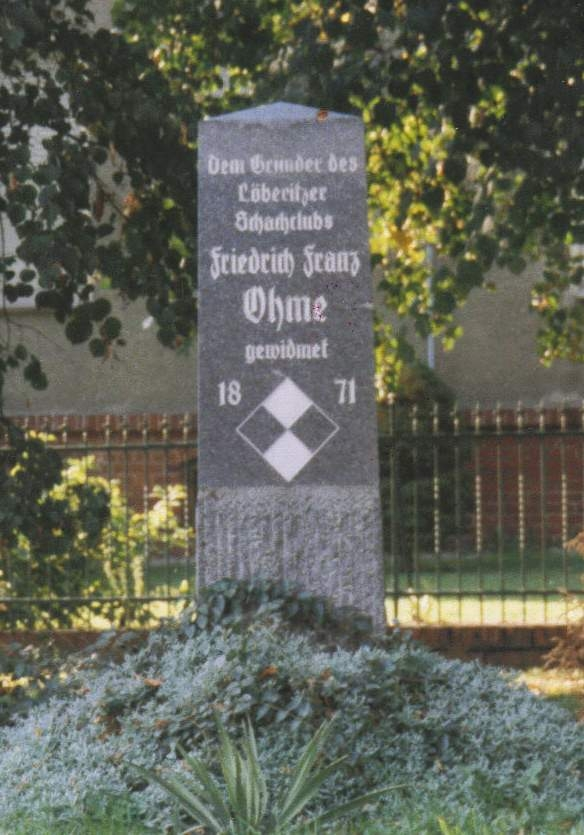
Franz-Ohme-Denkmal

Der Löberitzer Schachclub war ein Schachverein aus Löberitz, der zwischen 1871 und 1914 existierte und somit zu den ältesten Schachvereinen Deutschlands gehörte. In der jüngeren Nachfolge wurde 1983 die Schachgemeinschaft 1871 Löberitz gegründet.

## Geschichte
Der Schachclub wurde 1871 durch Friedrich Franz Ohme, Johann Melchior Kirsch und Friedrich Gustav Krause gegründet.
Als es am 18. Juli 1877 zur Gründung des „Deutschen Schachbundes“ anlässlich einer Adolph-Anderssen-Feier in Leipzig kam, gehörte der Löberitzer Schachclub zu den Gründungsmitgliedern. Am 8. Oktober 1882 erfolgte die Gründung des Saale-Schachbundes – Vorgänger des heutigen Landesschachverbandes Sachsen-Anhalt – durch Schachvereine aus Halle, Löberitz und Zörbig. Erster Präsident wurde der Löberitzer Franz Ohme.
Traditionell kommt das Löberitzer Ehrenpreisturnier zur Austragung. 1883 konnte sich der 21-jährige Siegbert Tarrasch, der 1905 den Weltmeister Emanuel Lasker herausforderte, als Sieger durchsetzen.
Der Club existierte bis 1914. In der Zeit danach gab es in Löberitz verschiedene Schachgemeinschaften und -zirkel.

## Heutiger Nachfolgeverein
Seit 1978 hat sich vor allem Konrad Reiß um die Traditionspflege des Löberitzer Schachclubs verdient gemacht. Unter seiner Leitung erfolgte 1983 die Gründung des eingetragenen Vereins Schachgemeinschaft 1871 Löberitz. Im Jahr 1996 erhielt die Schachgemeinschaft 1871 Löberitz für ihre „über hundertjährige Vereinsgeschichte“ die Sportplakette des Bundespräsidenten. Im Jahr 2007 wurde anlässlich des 800. Jahrestages der Ersterwähnung des Ortes Löberitz das Schachmuseum Löberitz eröffnet. Herausragendes Exponat ist das erste in deutscher Sprache 1616/17 in Leipzig gedruckte Schachbuch „Das Schach- oder König-Spiel“ von Gustavus Selenus. Herausragende Spitzenspieler waren zu Gast in Löberitz. Mehrmals nahm der nach Emanuel Lasker beste deutsche Schachspieler, Robert Hübner, am Löberitzer Ehrenpreisturnier teil.
Gegenwärtig (Stand 2020) hat die SG 1871 Löberitz 54 Mitglieder. Die höchste Spielklasse, welche die erste Mannschaft erreichte, war die 2. Bundesliga Nord in der Saison 2012/13. In der Saison 2019/20 spielt die erste Mannschaft in der Oberliga Ost. Eine Saison später gelang der ersten Mannschaft der Wiederaufstieg in die 2. Bundesliga Ost. Die Frauenmannschaft gewann in der Saison 2019/20 die Staffel Ost der 2. Frauenbundesliga und erreichte damit den Aufstieg in die 1. Frauenbundesliga 2020/21. Am ersten Brett der Frauenmannschaft spielt die ehemalige lettische Finanzministerin Dana Reizniece-Ozola.